# Veliko Tărnovo (region)
Veliko Tărnovo är en region (oblast) med 239 132 invånare (2017), belägen i centrala Bulgarien. Den administrativa huvudorten är Veliko Tărnovo.

## Administrativ indelning
Oblastet är indelat i 10 kommuner: Elena, Gorna Orjachovitsa, Ljaskovets, Pavlikeni, Polski Trămbesj, Suchindol, Strazjitsa, Svisjtov, Veliko Tărnovo och Zlataritsa.